# 果坚壳蟹
果坚壳蟹（学名：Philyra malefactrix）是玉蟹總科玉蟹科堅殼蟹亞科拳蟹屬的一個物種，原屬坚壳蟹属。分布于印度以及中国大陆的海南等地，生活环境为海水，多生活于潮间带的泥滩上。